# Finanzmarktförderungsgesetz
Die Finanzmarktförderungsgesetze sind vom Deutschen Bundestag verabschiedete Änderungsgesetze, die seit 1990 verschiedene Regelungen des Finanzwesens betreffen. Die Bundesregierung versuchte damit, Deutschland als attraktiven Finanzplatz zu etablieren und den Schutz der Anleger zu verbessern.

## Erstes Finanzmarktförderungsgesetz
Das erste „Finanzmarktförderungsgesetz“ vom 22. Februar 1990 (BGBl. I S. 266) trägt den amtlichen Langtitel „Gesetz zur Verbesserung der Rahmenbedingungen der Finanzmärkte“ und änderte ab 1. März 1990 Regelungen zu den Kapitalanlagegesellschaften und zu ausländischen Investmentanteilen. Außerdem wurden die Börsenumsatzsteuer ab 1991 und die Wechselsteuer ab 1992 aufgehoben.

## Zweites Finanzmarktförderungsgesetz
Das „Zweite Finanzmarktförderungsgesetz“ mit dem amtlichen Langtitel „Gesetz über den Wertpapierhandel und zur Änderung börsenrechtlicher und wertpapierrechtlicher Vorschriften“ vom 26. Juli 1994 (BGBl. I S. 1749) führte ab 1. August 1994 bzw. 1. Januar 1995 einen Insider-Straftatbestand ein. Außerdem wurde das Bundesaufsichtsamt für den Wertpapierhandel (BAWe) mit Sitz in Frankfurt am Main gegründet (ab 2002 aufgegangen in Bundesanstalt für Finanzdienstleistungsaufsicht).

## Drittes Finanzmarktförderungsgesetz
Das „Dritte Finanzmarktförderungsgesetz“ vom 24. März 1998 (BGBl. I S. 529) trägt den amtlichen Langtitel „Gesetz zur weiteren Fortentwicklung des Finanzplatzes Deutschland“. Es führte ab 1. April 1998 zu Änderungen im Börsengesetz, Wertpapierhandelsgesetz und im Aktienrecht.

## Viertes Finanzmarktförderungsgesetz
Das „Vierte Finanzmarktförderungsgesetz“, ebenfalls mit dem amtlichen Langtitel „Gesetz zur weiteren Fortentwicklung des Finanzplatzes Deutschland“, vom 21. Juni 2002 (BGBl. I S. 2010) änderte ab 1. Juli 2002 hauptsächlich das Börsengesetz und das Wertpapierhandelsgesetz. Hierdurch sollte den Finanzinstituten mehr Flexibilität ermöglicht, zugleich aber der Anlegerschutz verbessert werden.